# 史上最高そっくり大賞
『史上最高そっくり大賞』（しじょうさいこうそっくりたいしょう）は、1990年春から1994年秋まで日本テレビで特別番組として放送されていた、一般者参加型のものまね企画を中心とするバラエティ番組。2009年まで同局で放送されていた『ものまねバトル』の前番組にあたる。

## 出演者

### 司会
- 和田アキ子
- 渡辺正行
- みのもんた
- ヒロミ
- 太平サブロー

### 審査員
- 伊東四朗
- 富司純子
- 生島ヒロシ
- 舛添要一
- 峰竜太
- 市毛良枝
- 東ちづる
- 仲本工事
- 由紀さおり
- 定岡正二
- 松本明子
- 川合俊一
- 沢田亜矢子
- 岩本恭生
- 生稲晃子
- 原日出子
- 宝田明
- 兵藤ゆき
- 林家こぶ平
- 加納典明
- 森口博子
- 山瀬まみ
- 渡辺美奈代
- 野々村真
- 島崎和歌子
- 吉村明宏
- 掛布雅之
- 大仁田厚
- 山咲千里
- 向井亜紀
- ラッキィ池田
- 山口美江
- 小牧ユカ

### リポーター
- 久本雅美

### キャプテン
- 田中義剛
- 福澤朗（当時日本テレビアナウンサー）

### 出演したものまねタレント
- コロッケ（1993年秋から参加）
- ミニミニ長渕
- コージー冨田
- レイパー佐藤
- トニーヒロタ
- 谷村仁司
- 松井不出来
- 野呂五郎
- 小和田アキ子
- ゴジランてつ

ほか

## スタッフ
- 企画：斉藤寿孝、牛丸謙壱
- 構成：豊村剛、田中直人、竹友ミカ、村上卓史
- TP：佐藤公則
- 編集・MA：スタジオヴェルト
- グラフィックス：酒井理隆
- 制作デスク：五十嵐真弓
- 広報：立柗典子（日本テレビ）
- 制作スタッフ：佐津川陽（IVSテレビ制作）
- ディレクター：後藤喜男、笹山純一、杉山和典、山地考英
- 総合演出：伊藤輝夫 (テリー伊藤）
- プロデューサー：篠木為八男、牛丸謙壱
- 制作：金谷勲夫（日本テレビ）、長尾忠彦（IVSテレビ制作）
- 制作：日本テレビ
- 製作著作：IVSテレビ制作

## 備考
- 本番組に出演していたコロッケとコージー冨田とトニーヒロタは、後番組『ものまねバトル』にも出演していた。司会のヒロミも、第2回以降のものまねバトルで司会を務めていた。
- 参加者の一部は、フジテレビの『発表!日本ものまね大賞』にも出演していた。

| 日本テレビ系列 ものまねバラエティ番組        | 日本テレビ系列 ものまねバラエティ番組        | 日本テレビ系列 ものまねバラエティ番組                                       |
| 前番組                                       | 番組名                                       | 次番組                                                                      |
| -------------------------------------------- | -------------------------------------------- | --------------------------------------------------------------------------- |
| タモリの世界そっくり大賞 （1982年 - 1986年） | 史上最高そっくり大賞 （1990年春 - 1994年秋） | 史上最強!超豪華!!競演! ものまねバトル大賞 （1994年12月13日 - 2009年1月4日） |